# Grote Moskee van Lhasa
De Grote Moskee van Lhasa (Vereenvoudigd Chinees: 拉萨清真大寺; Traditioneel Chinees: 拉薩清真大寺; pinyin: Lāsà Qīngzhēndàsì) is een moskee in Lhasa, de hoofdstad van de Chinese Autonome Regio Tibet. Het is de grootste moskee in de Tibetaanse hoofdstad en is gelegen aan de Wailing Lam-straat, ten zuidoosten van het Barkhor-plein. De bezoekers zijn meestal afstammelingen van immigranten uit de regio Kasjmir uit de 17e eeuw.
De moskee werd gebouwd begin 18e eeuw. De moskee werd verwoest in de opstand in Tibet in 1959, maar weer herbouwd. Tijdens de Culturele Revolutie deed het gebouw dienst als kantoor. Tijdens de opstand in Tibet in 2008 werd de moskee afgebrand.